# Sebastiano Guzzone
Sebastiano Guzzone (* 13. September 1856 in Militello in Val di Catania; † 11. Februar 1890 in Florenz) war ein italienischer Maler aus Sizilien.

## Leben
Schon in Militello fiel Guzzones Begabung als Porträtist auf, wie das Porträt des Antonino Morana, von 1872 bis zu seinem Tod 1879 Bischof von Caltagirone, das sich heute in der Chiesa San Nicolo von Militello befindet.
In jungen Jahren ging Guzzone nach Rom, wo er seinen ersten Zeichenunterricht bei dem Kopisten Filippo Casabene erhielt. Im Anschluss besuchte er die Accademia di San Luca, wo er sich mit der Kunst der Renaissance auseinandersetzte, und neben mehreren Auszeichnungen einige bedeutende Stipendien errang.
Es folgten Aufenthalte in Paris und London (1878), wo seine Porträtkunst großen Anklang fand.
Seine Bilder wurden unter anderem in Ausstellungen in Rom (1881–1882) und in Venedig (1887) gezeigt, darunter ein Bilderzyklus um Francesco Petrarca, das Gemälde „Cosimo de’ Medici überrascht seine Tochter bei einer amourösen Feier“ sowie „Hamlet und Ophelia“.
Guzzone verstarb während eines Studienaufenthaltes in Florenz.

## Werke
- Museo Civico, Sala Guzzone (Militello): „Porträt Donna Gaetanina Baldanza“ (1889; die Gattin von Guzzone), „Martyrium der Heiligen Katharina von Alexandria“ und mehrere Zeichnungen
- Galleria Nazionale d’ Arte Moderna (Rom): „Festa in Chiesa“
- O’Leary Antiques Auctions, Needham (Massachusetts), (USA); Auktion am 7. November 2009: Aquarell eines Mannes
- Du Mouchelles Art Galleries, (Detroit Mi., USA); Auktion 11. Oktober 2008: Gemälde „Die Hochzeit“